# Carlos Delfino
Carlos Francisco Delfino (Santa Fe, 29 agosto 1982) è un cestista argentino con cittadinanza italiana, che gioca come guardia o ala piccola.

## Carriera

### Club
Figlio dell'ex cestista e allenatore Carlos Gustavo "El Toro" Delfino, Carlos iniziò a giocare a basket all'età di sei anni quando il padre militava nell'Olimpia di Venado Tuerto. Con il ritorno del padre a Santa Fe, Carlos entrò a far parte della locale polisportiva del Círculo Israelita Macabi, per poi militare praticamente in tutti i club in cui giocò il padre: Macabi, Atlético San Jorge, Deportivo Roca, Unión de Santo Tomé, oltre al Libertad de Sunchales e all'Unión de Santa Fe che furono le sue ultime squadre argentine prima di partire per l'Italia.
Dopo essere stato vicino ad accettare un'offerta da un college di Miami, nell'estate 2000 finì per decidere di ripercorrere le orme della futura stella NBA argentina Emanuel Ginóbili approdando alla Viola Reggio Calabria, società di Serie A1 che in rosa annoverava anche i suoi connazionali Alejandro Montecchia, Leandro Palladino e Nicolás Gianella. Si allenò con i calabresi per circa quattro mesi in attesa dell'ottenimento del passaporto italiano, poi a dicembre venne tesserato inizialmente con lo status di extracomunitario al posto del tagliato Mark Davis, fintanto che a gennaio ricevette la cittadinanza e poté essere schierato come italiano, dando così via libera all'ingaggio dell'americano Tyrone Washington. Delfino concluse la sua prima stagione italiana con 8,8 punti in 20,6 minuti di media, contribuendo, con ventiquattro presenze, al raggiungimento della salvezza dei neroarancio. L'anno seguente, nella Serie A 2001-2002, le sue cifre salirono a 13,5 punti in 30,8 minuti di media, aiutando nuovamente la squadra a centrare la salvezza.

Delfino alla Fortitudo nel 2002-2003

Nell'estate 2002 venne acquisito dalla Fortitudo Bologna al termine di una trattativa caratterizzata da un contenzioso tra la società felsinea e quella reggina. Già nel corso della sua prima annata in Emilia il tecnico Jasmin Repeša lo schierò titolare in buona parte delle occasioni: in trentotto gare di campionato accumulate tra regular season e play-off (questi ultimi terminati con la sconfitta nelle finali contro la Benetton Treviso) Delfino realizzò 9,2 punti in 26,5 minuti di media, mentre nella sua prima edizione dell'Eurolega mise a segno 12,0 punti in poco meno di 32 minuti di utilizzo medio. Nella stagione successiva, invece, i suoi numeri salirono a 11,2 punti in 27,9 minuti di media in campionato e a 12,4 punti in quasi 31 minuti di media in Eurolega. Essa fu l'annata che vide i biancoblù raggiungere, oltre alle finali scudetto perse in questo caso contro la Mens Sana Siena, anche la finalissima dell'Eurolega 2003-2004 conclusasi con la sconfitta contro i padroni di casa del Maccabi Tel Aviv.
Delfino, che nel frattempo era stato scelto un anno prima al draft NBA 2003 dai Detroit Pistons con la 25ª scelta assoluta (primo argentino di sempre ad essere selezionato al primo giro), scelse di compiere il passo verso la NBA a partire dalla stagione 2004-2005. Dopo le prime presenze ad inizio stagione, il 19 novembre venne inserito in lista infortunati per sei partite, poi tornò brevemente in campo, ma presto dovette tornare indisponibile a causa di due interventi al ginocchio effettuati tra dicembre e gennaio che lo tennero fuori causa per circa tre mesi. Concluse la regular season giocando 15,3 minuti in 30 partite nelle quali totalizzò medie pari a 3,9 punti, 1,3 assist e 1,8 rimbalzi, ma il tecnico Larry Brown lo lasciò fuori dalla rosa per i play-off. Nella sua seconda annata ai Pistons, la prima sotto la guida del nuovo allenatore Flip Saunders, fece registrare 3,6 punti, 1,7 rimbalzi e 0,6 assist in 10,7 minuti a partita, continuando ad essere riserva di Richard "Rip" Hamilton o di Tayshaun Prince ma venendo in questo caso incluso nel roster dei play-off. Nel 2006-2007 scese in campo in tutte le ottantadue gare di regular season, nelle quali totalizzò mediamente 5,2 punti, 3,2 rimbalzi e 1,1 assist in 16,7 minuti di utilizzo.
Il 15 giugno 2007 passò dai Detroit Pistons ai Toronto Raptors in cambio di una scelta al secondo giro del draft 2009 e di un'altra del draft 2011. Nell'unico anno da lui trascorso con la franchigia canadese ebbe in parte maggiore spazio rispetto alle stagioni di Detroit, giocando 23,5 minuti a gara nei quali scrisse a referto 9,0 punti, 4,4 rimbalzi e 1,8 assist di media.
Nel giugno 2008 lasciò temporaneamente la NBA per accettare la ricca offerta triennale da parte dei russi del Khimki, che ingaggiarono anche il suo compagno di squadra ai Raptors Jorge Garbajosa. La permanenza di entrambi durò tuttavia solo una stagione, durante la quale il club guidato in panchina da Sergio Scariolo perse la finale della Superliga A 2008-2009 contro il CSKA Mosca e la finale di Eurocup 2008-2009 contro i lituani del Lietuvos Rytas (partita in cui Delfino segnò 16 punti con il 3/5 da due e il 3/5 da tre).
Il 18 agosto 2009 i Raptors, che ancora detenevano i diritti sul giocatore, lo cedettero insieme a Roko Ukić ai Milwaukee Bucks in cambio di Amir Johnson e Sonny Weems, assecondando la richiesta di Delfino di essere scambiato ad un'altra franchigia. Ai Bucks entrò praticamente fin da subito nel quintetto titolare di coach Scott Skiles che lo utilizzò in 30,4 minuti a partita, durante i quali Delfino realizzò 11,0 punti di media oltre a 5,3 rimbalzi e 2,7. Nella successiva annata 2010-2011 ritoccò al rialzo la propria media punti (11,5) e il proprio minutaggio (32,4), anche se tra novembre e gennaio dovette saltare trentadue partite per via di una commozione cerebrale. In quest'edizione del torneo toccò anche il suo career high in NBA per punti segnati in una singola partita, siglando 30 punti sia il 20 marzo in casa contro i New York Knicks che tre giorni più tardi nella successiva partita contro i Sacramento Kings. Mantenne il posto da titolare anche nella terza stagione a Milwaukee, conclusa con 9,0 punti, 3,9 rimbalzi e 2,3 assist in 28,5 minuti di media.
Nell'agosto 2012 firmò con gli Houston Rockets un accordo annuale con una "team option" per un secondo anno. Con i texani continuò a giocare oltre 25 minuti a gara pur avendo principalmente un ruolo di sesto uomo dalla panchina. Riuscì a superare nuovamente i 10 punti di media, che furono 10,6 nello specifico, a cui aggiunse 3,3 rimbalzi e 2,0 assist. Nel corso del primo turno play-off contro gli Oklahoma City Thunder fu vittima di un grave infortunio che compromise la sua carriera NBA negli anni a seguire, quando andò a schiacciare su Kevin Durant procurandosi una frattura da stress allo scafoide del piede destro. Essa fu di fatto l'ultima partita da lui giocata in NBA, nonché l'inizio di quello che si rivelò successivamente essere stato un calvario. Nel luglio 2013 ritornò ai Milwaukee Bucks a seguito della firma di un contratto triennale, ma non poté mai giocare proprio per via del perdurare dell'infortunio. Nell'agosto 2014 passò ai Los Angeles Clippers attraverso una trade, ma già nella stessa settimana venne svincolato per liberare spazio salariale.
I problemi al piede lo portarono a non giocare per oltre tre anni e a sottoporsi nel frattempo a sette operazioni chirurgiche, ma il miglioramento delle sue condizioni fisiche spinse il CT della nazionale argentina Sergio Hernández a convocarlo per un'amichevole contro gli Stati Uniti (e successivamente alle Olimpiadi) nonostante la sua assenza di ritmo partita e nonostante fosse svincolato. Il 6 marzo 2017 venne tornò ad essere ingaggiato da un club a seguito dell'accordo con il Boca Juniors. In estate svolse il precampionato con gli spagnoli del Saski Baskonia allenati inizialmente dal suo ex compagno di nazionale Pablo Prigioni, per poi essere tesserato per l'inizio della stagione visti anche i problemi fisici di Jordan McRae e Patricio Garino. Con il club basco giocò le prime quattro giornate della Liga ACB 2017-2018, prima di lasciare la squadra a ottobre.
Alcuni mesi più tardi ritornò a giocare in Italia con l'ingaggio da parte dell'Auxilium Torino per la stagione 2018-2019. Il suo avvio di campionato, complici taluni problemi fisici, non fu esaltante: soltanto a partire dall'ottava giornata riuscì a dare un contributo importante in termini di leadership e prestazioni sul campo. A fine dicembre 2018, Delfino ebbe un violento alterco con il vicepresidente Francesco Forni in seguito alla sconfitta casalinga contro Avellino, venendo accusato di comportamento violento dal vicepresidente stesso. Da parte sua, l'argentino sostenne pubblicamente di aver semplicemente difeso da accuse ingiuste alcuni compagni di squadra, aspramente criticati dello stesso Forni. Proprio a causa di queste vicende, il 10 gennaio 2019 la società piemontese comunicò il licenziamento del giocatore per giusta causa. La sua esperienza torinese si concluse dunque con 7,7 punti di media in dieci presenze.
Il 27 febbraio 2019 Delfino tornò a far parte della Fortitudo Bologna dopo ben quindici anni. In questa parentesi con la formazione biancoblù, che all'epoca militava in Serie A2, Delfino giocò sette partite di campionato facendo registrare una media di 9,1 punti ad incontro.
Nel luglio 2020 firmò un contratto annuale con la Victoria Libertas Pesaro in Serie A, venendo nominato anche capitano prima dell'inizio del campionato. L'allenatore di quella squadra fu Jasmin Repeša, che già fu suo tecnico tra il 2002 e il 2004 ai tempi della prima parentesi fortitudina. Nella prima partita di Supercoppa italiana 2020 contro Brindisi (giocata al Geopalace di Olbia), Delfino mise a referto 19 punti e venne eletto MVP del match. Nonostante l'età, in entrambe le sue prime due stagioni pesaresi riuscì a mantenersi sopra ai dieci punti a partita (12,5 nel 2020-2021, 11,9 nel 2021-2022), mentre la regular season della Serie A 2022-2023 la chiuse con 6,1 punti di media all'attivo. La sua permanenza in riva all'Adriatico durò dunque tre stagioni, fino al termine dell'annata 2022-2023.
Il 21 dicembre 2023, dopo un periodo di solo allenamento con la Benedetto XIV Cento, squadra della cittadina di origine di sua moglie, la società emiliana militante in Serie A2 annunciò l'ingaggio del quarantunenne Delfino fino al termine della stagione.

### Nazionale
Con la Nazionale argentina vinse la medaglia di bronzo ai Mondiali Under-21 nel 2001 e la medaglia d'oro olimpica ad Atene 2004, seppur come riserva. Raggiunse, due anni dopo, il quarto posto ai Mondiali 2006 in Giappone.
Nel 2008 prese parte alle Olimpiadi di Pechino, manifestazione in cui conquistò la medaglia di bronzo da titolare. Sempre da punto fermo dei biancocelesti (a fine competizione avrà il minutaggio più alto), Delfino ottenne il quinto posto ai Mondiali 2010.
Nel 2016, nonostante un'assenza da partite ufficiali che perdurava da oltre tre anni a causa dell'infortunio al piede, il miglioramento delle sue condizioni fisiche indusse l'allora CT argentino Sergio Hernández a convocarlo per le Olimpiadi Rio de Janeiro 2016, le ultime della cosiddetta "Generación Dorada" che nel 2004 vinse l'oro con giocatori del calibro di Emanuel Ginóbili.

## Statistiche

### NBA

#### Regular Season
| Anno      | Squadra         | PG  | PT  | MP   | TC%  | 3P%  | TL%  | RP  | AP  | PRP | SP  | PP   |
| --------- | --------------- | --- | --- | ---- | ---- | ---- | ---- | --- | --- | --- | --- | ---- |
| 2004-2005 | Detroit Pistons | 30  | 4   | 15,3 | 35,9 | 25,7 | 57,5 | 1,8 | 1,3 | 0,7 | 0,2 | 3,9  |
| 2005-2006 | Detroit Pistons | 68  | 1   | 10,7 | 40,3 | 33,3 | 67,2 | 1,7 | 0,6 | 0,3 | 0,2 | 3,6  |
| 2006-2007 | Detroit Pistons | 82  | 1   | 16,7 | 41,5 | 33,3 | 78,7 | 3,2 | 1,1 | 0,6 | 0,1 | 5,2  |
| 2007-2008 | Toronto Raptors | 82  | 0   | 23,5 | 39,7 | 38,2 | 74,4 | 4,4 | 1,8 | 0,8 | 0,1 | 9,0  |
| 2009-2010 | Milwaukee Bucks | 75  | 66  | 30,4 | 40,8 | 36,7 | 78,2 | 5,3 | 2,7 | 1,1 | 0,3 | 11,0 |
| 2010-2011 | Milwaukee Bucks | 49  | 40  | 32,4 | 39,0 | 37,0 | 80,0 | 4,1 | 2,3 | 1,6 | 0,2 | 11,5 |
| 2011-2012 | Milwaukee Bucks | 54  | 53  | 28,5 | 40,2 | 36,0 | 79,2 | 3,9 | 2,3 | 1,5 | 0,2 | 9,0  |
| 2012-2013 | Houston Rockets | 67  | 5   | 25,2 | 40,5 | 37,5 | 85,7 | 3,3 | 2,0 | 1,0 | 0,1 | 10,6 |
| Carriera  | Carriera        | 507 | 170 | 22,8 | 40,1 | 36,5 | 75,8 | 3,6 | 1,7 | 0,9 | 0,2 | 8,1  |

#### Play-off
| Anno     | Squadra         | PG | PT | MP   | TC%  | 3P%  | TL%   | RP  | AP  | PRP | SP  | PP   |
| -------- | --------------- | -- | -- | ---- | ---- | ---- | ----- | --- | --- | --- | --- | ---- |
| 2006     | Detroit Pistons | 8  | 0  | 4,0  | 16,7 | 50,0 | 100,0 | 0,5 | 0,3 | 0,1 | 0,0 | 0,6  |
| 2007     | Detroit Pistons | 16 | 0  | 8,4  | 40,5 | 18,8 | 66,7  | 1,3 | 0,5 | 0,3 | 0,1 | 2,3  |
| 2008     | Toronto Raptors | 5  | 0  | 24,2 | 40,5 | 26,7 | 90,0  | 4,8 | 2,2 | 0,8 | 0,0 | 8,6  |
| 2010     | Milwaukee Bucks | 7  | 7  | 32,3 | 35,6 | 40,5 | 75,0  | 4,0 | 2,6 | 0,7 | 0,3 | 10,0 |
| 2013     | Houston Rockets | 5  | 0  | 24,0 | 37,5 | 35,5 | 100,0 | 2,4 | 2,0 | 0,6 | 0,2 | 9,0  |
| Carriera | Carriera        | 41 | 7  | 15,5 | 37,3 | 33,7 | 84,6  | 2,2 | 1,2 | 0,4 | 0,1 | 4,9  |

#### Massimi in carriera
- Massimo di punti: 30 (2 volte)[36]
- Massimo di rimbalzi: 13 vs Cleveland Cavaliers (6 marzo 2010)
- Massimo di assist: 8 (4 volte)
- Massimo di palle rubate: 5 (3 volte)
- Massimo di stoppate: 3 vs New Orleans Hornets (24 febbraio 2010)
- Massimo di minuti giocati: 49 vs Boston Celtics (3 novembre 2011)

## Palmarès
- Campionato italiano dilettanti: 1

Fortitudo Bologna: 2018-19